# Carex longicruris
Carex longicruris är en halvgräsart som beskrevs av Christian Gottfried Daniel Nees von Esenbeck. Carex longicruris ingår i släktet starrar, och familjen halvgräs. Inga underarter finns listade i Catalogue of Life.